# ترونگسا
تونگسا (به لاتین: Trongsa) یک شهر در بوتان (کشور) است که در ناحیه ترونگسا واقع شده‌ است.